# John Burn-Murdoch
John Burn-Murdoch es un periodista, especializado en periodismo de datos y miembro actual del equipo de noticias interactivas del Financial Times.
Geógrafo de formación y con un máster en periodismo interactivo por la Universidad City de Londres, ha trabajado en diversos medios como el periódico inglés The Guardian en el que fue miembro del equipo de datos hasta el año 2013, y en la revista Which? Magazine.
Es profesor y conferenciante habitual en congresos y talleres sobre periodismo y visualitzación de datos.

## Publicaciones
"The Advent of the Statistician Journalist" (Capítol). VVAA. Data journalism: Mapping the future. Abramis Academic Publishing. 2014